# Gowdanakatte, Tiptur
Gowdanakatte là một làng thuộc tehsil Tiptur, huyện Tumkur, bang Karnataka, Ấn Độ.